# Lagoa de Velhos
Lagoa de Velhos là một đô thị thuộc bang Rio Grande do Norte, Brasil. Đô thị này có diện tích 112,832 km², dân số năm 2007 là 3156 người, mật độ 28 người/km².